# Il testamento di uno stravagante
Il testamento di uno stravagante (Le Testament d'un excentrique) è un romanzo di avventura di Jules Verne del 1899, quarantaseiesimo volume della serie dei Viaggi straordinari.

## Storia editoriale
Il romanzo venne pubblicato dapprima a puntate nella rivista Magasin d'Éducation et de Récréation dal 1º gennaio al 15 dicembre 1899, quindi in edizione di grande formato illustrata nel 1900 presso l'editore Hetzel.

## Trama
Il romanzo inizia con i festosi funerali di un certo William J. Hypperbone, un eccentrico milionario di Chicago. Dopo la sua morte e secondo il suo testamento il notaio, Tornbrock, sceglie per sorteggio sei persone: l'artista francese Max Real, il giornalista Harris T. Kymbale, il ricco usuraio Titbury, la giovane Lissy Wag, l'irritabile commodoro Hurrican ed il pugile Tom Crabbe. Solo uno di questi avrà però diritto al patrimonio del defunto, stimato in 60 milioni di dollari. Tuttavia l'erede tra i sei sarà solamente il vincitore del "Nobile Gioco degli Stati Uniti d'America", un tipo di gioco dell'oca ideato dallo stesso Hypperbone in cui le pedine sono i prescelti e la mappa di gioco è rappresentata dall'intero territorio degli USA, con gli stati come caselle. Oltre ai sei già menzionati il testamento includeva nel gioco anche un partecipante anonimo, rappresentato con la sigla di XKZ.
La partita si svolge con passione ed attenzione da parte dei media e dell'intera popolazione americana, che celebra i giocatori come degli eroi.
I partecipanti sono quotati in tutte le agenzie del paese e gli scommettitori spesso aiutano i loro favoriti con compensi pecuniari per permettergli di pagare le penalità, somme di denaro da versare quando si capita in alcune caselle particolarmente negative, come la locanda o il labirinto.
Nonostante gli sforzi di tutti il vincitore risulterà il misterioso XKZ che si svelerà essere lo stesso Hypperbone.

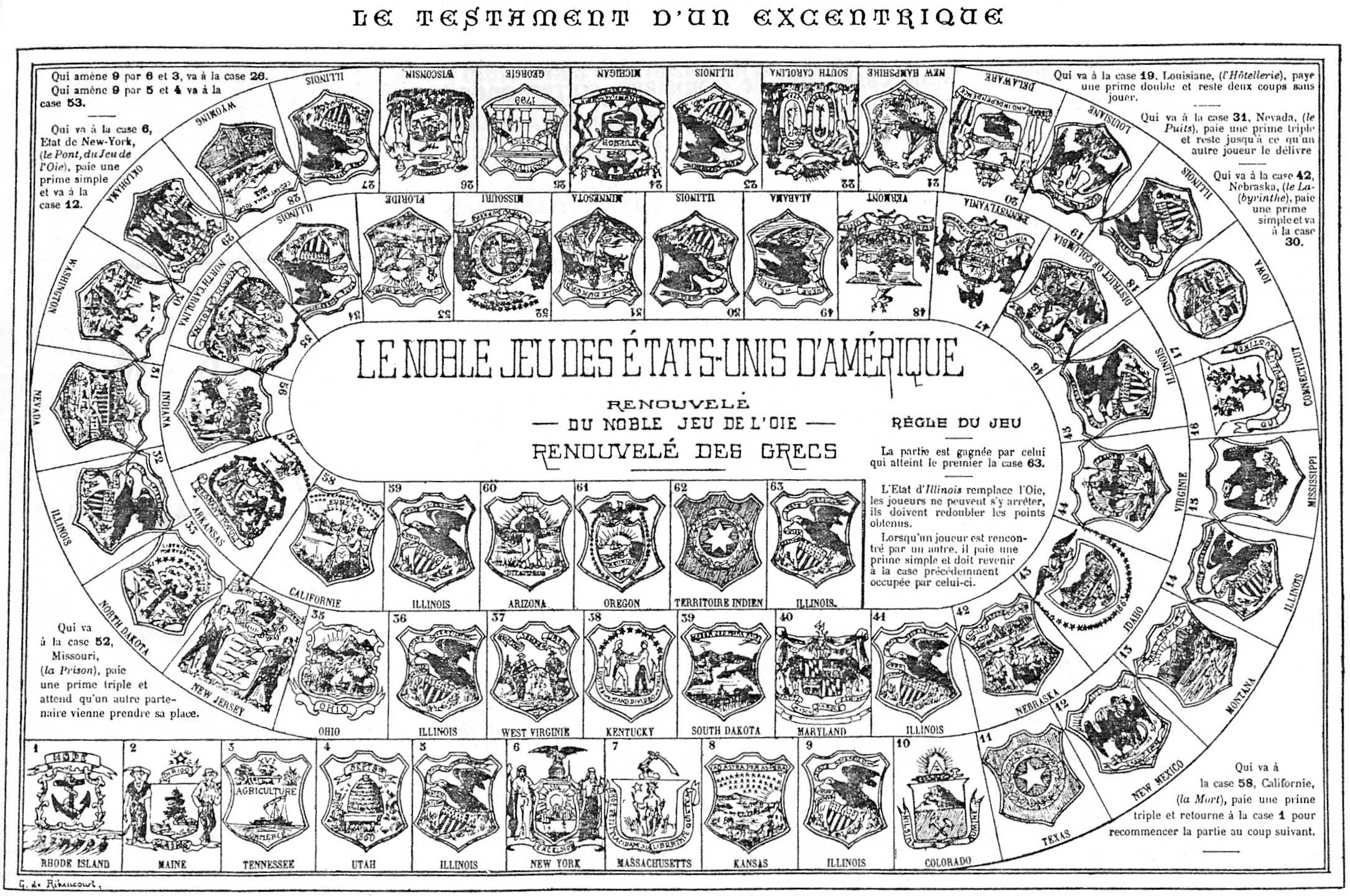
Il tabellone del gioco del romanzo